# Ipomoea corymbosa
Ipomoea corymbosa (L.) Roth, 1819 è una pianta della famiglia Convolvulaceae originaria dell'America Latina: dal Messico (a nord) al Perù (a sud).
È conosciuta, presso i popoli originari del Messico, come Ololiúqui (talvolta scritto ololiuhqui o ololiuqui). I semi, poco conosciuti fuori dal Messico, erano forse la più comune droga allucinogena usata presso le popolazioni native.
È una rampicante perenne dai fiori bianchi, spesso coltivata come pianta ornamentale. Cresce anche a Cuba, dove, solitamente, fiorisce dai primi di dicembre fino a febbraio. I suoi fiori secernono una copiosa quantità di nettare.

Nel 1941, Richard Evans Schultes identificò la pianta come ololiuhqui. La composizione chimica venne descritta per la prima volta il 18 agosto 1960, in un articolo di Albert Hofmann. I semi contengono ergina (LSA), un alcaloide dalla struttura simile a quella dell'LSD.